# 카리나 굴드

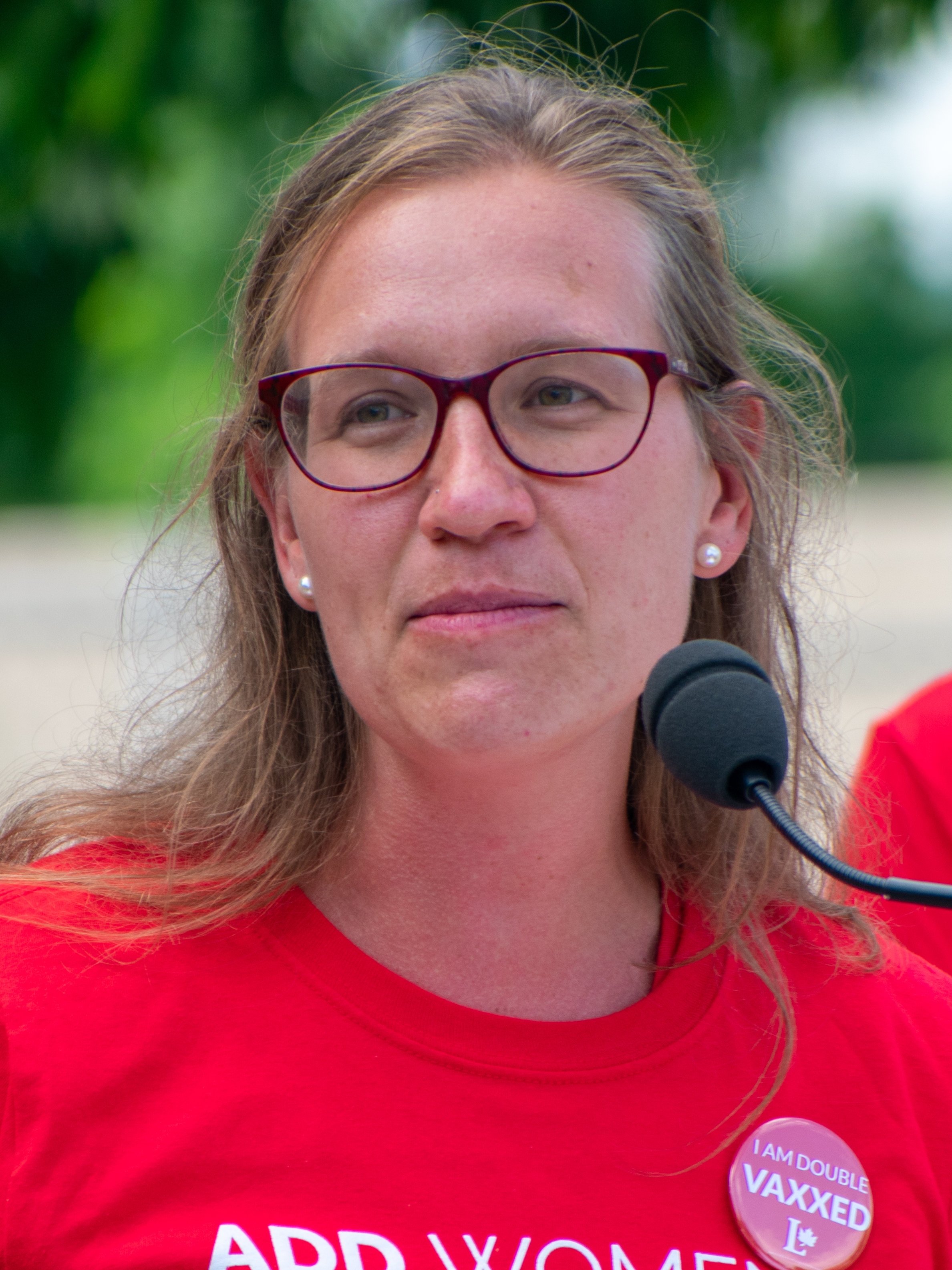

카리나 굴드(영어: Karina Gould, 1987년 6월 28일 ~)는 캐나다의 정치인이다. 맥길 대학교와 옥스퍼드 대학교 졸업 후, 2017년 1월 10일부터 민주주의 기관 (Democratic Institutions) 부서의 장관을 지냈고, 2019년 11월 20일부터는 국제발전 (International Development) 부서의 장관을 지내고 있다. 2017년 1월 10일 장관으로 임용될 때 그녀의 나이는 30세로, 캐나다의 최연소 여성 내각 멤버가 되었다.